# Bahrhaus
Der Weiler Bahrhaus liegt in der Gemeinde Nettersheim in Nordrhein-Westfalen, direkt an der Grenze zur Gemeinde Kall und gehört zur Gemarkung und zum Ortsteil Marmagen.
In Bahrhaus mündet eine Verbindungsstraße von Nettersheim kommend in die Landesstraße 204, die von Marmagen kommt und nach Urft führt.
Nahe Bahrhaus befanden sich zwei wahrscheinlich schon von den Römern genutzte Pingenfelder. Zwischen beiden lag eine römische Siedlung.
Die VRS-Buslinie 820 der RVK verbindet den Ort mit Marmagen, Nettersheim und Zingsheim, überwiegend als TaxiBusPlus im Bedarfsverkehr.
| Linie | Verlauf |
| ----- | --- |
| 820   | MiKE (außer im Schülerverkehr): Bouderath – Roderath – Frohngau – Holzmülheim – Buir – Tondorf – Engelgau – Zingsheim – Nettersheim Bf – Marmagen – Bahrhaus |